# Championnat de Tchécoslovaquie de football 1963-1964
Navigation
Saison précédente Saison suivante
La saison 1963-1964 du Championnat de Tchécoslovaquie de football est la 33e édition du championnat de première division en Tchécoslovaquie. Les quatorze meilleurs clubs du pays se retrouvent au sein d'une poule unique, la First League, où les formations s'affrontent deux fois, à domicile et à l'extérieur. À l'issue du championnat, les trois derniers du classement sont relégués et remplacés par les trois meilleurs clubs de II. Liga, la deuxième division tchécoslovaque.
C'est le club du Dukla Prague, triple tenant du titre, qui termine en tête du classement du championnat, avec deux points d'avance sur le SK Slovan Bratislava et six sur le Tatran Presov. C'est le 7e titre de champion de l'histoire du club, le sixième en neuf saisons.

## Les 14 clubs participants
| - Dukla Prague - Spartak Prague Sokolovo - Slovnaft Bratislava - SK Slovan Bratislava - Jednota Trencin - Tatran Presov - VSS Kosice - Promu de II. Liga | - Spartak ZJŠ Brno - SONP Kladno - Spartak Motorlet Prague - Promu de II. Liga - FC Banik Ostrava - TZ Trinec - Promu de II. Liga - CKD Prague - Spartak Hradec Králové |

## Compétition

### Classement
Le barème utilisé pour établir le classement est le suivant :
- Victoire : 2 points
- Match nul : 1 point
- Défaite : 0 point

| Rang | Équipe                      | Pts | J  | G  | N  | P  | Bp | Bc | Diff |
| ---- | --------------------------- | --- | -- | -- | -- | -- | -- | -- | ---- |
| 1    | Dukla Prague (T)            | 37  | 26 | 16 | 5  | 5  | 52 | 26 | +26  |
| 2    | ŠK Slovan Bratislava        | 35  | 26 | 14 | 7  | 5  | 50 | 25 | +25  |
| 3    | Tatran Prešov               | 31  | 26 | 13 | 5  | 8  | 46 | 29 | +17  |
| 4    | Slovnaft Bratislava         | 30  | 26 | 11 | 8  | 7  | 42 | 25 | +17  |
| 5    | FC Baník Ostrava            | 30  | 26 | 11 | 8  | 7  | 51 | 36 | +15  |
| 6    | Spartak Prague Sokolovo (C) | 29  | 26 | 13 | 3  | 10 | 45 | 37 | +8   |
| 7    | VSS Košice (P)              | 29  | 26 | 12 | 5  | 9  | 40 | 32 | +8   |
| 8    | Jednota Trencin             | 26  | 26 | 10 | 6  | 10 | 31 | 27 | +4   |
| 9    | Spartak ZJŠ Brno            | 25  | 26 | 7  | 11 | 8  | 31 | 32 | -1   |
| 10   | CKD Prague                  | 24  | 26 | 11 | 2  | 13 | 34 | 43 | -9   |
| 11   | SONP Kladno                 | 22  | 26 | 8  | 6  | 12 | 31 | 43 | -12  |
| 12   | TZ Trinec (P)               | 21  | 26 | 8  | 5  | 13 | 28 | 66 | -38  |
| 13   | Spartak Hradec Králové      | 18  | 26 | 8  | 2  | 16 | 45 | 51 | -6   |
| 14   | Spartak Motorlet Prague (P) | 7   | 26 | 1  | 5  | 20 | 13 | 67 | -54  |

|  | Qualification pour la Coupe d'Europe des clubs champions 1964-1965                                |
|  | Qualification pour la Coupe des Coupes 1964-1965                                                  |
|  | Qualification pour la Coupe des villes de foires 1964-1965                                        |
|  | Relégation en II. Liga                                                                            |
|  | (T) Tenant du titre (C) Vainqueur de la Coupe du Tchécoslovaquie (P) : Promu de deuxième division |

## Bilan de la saison
| Championnat de Tchécoslovaquie de football 1963-1964 |                         |
| Champion                                             | Dukla Prague (7e titre) |
| Coupes et trophées                                   |                         |
| Vainqueur de la Coupe de Tchécoslovaquie 1963-1964   | Spartak Prague Sokolovo |
| Qualifications continentales                         |                         |
| Coupe d'Europe des clubs champions 1964-1965         | Dukla Prague            |
| Coupe des Coupes 1964-1965                           | Spartak Prague Sokolovo |
| Coupe des villes de foires 1964-1965                 | Spartak ZJŠ Brno        |
| Promotions et relégations                            |                         |
| Promus en I. Liga                                    | Jiskra Otrokovice       |
| Promus en I. Liga                                    | Slovan Teplice          |
| Promus en I. Liga                                    | Spartak Trnava          |
| Relégués en II. Liga                                 | TZ Trinec               |
| Relégués en II. Liga                                 | Spartak Hradec Králové  |
| Relégués en II. Liga                                 | Spartak Motorlet Prague |